# Ernst Dryander
Ernst Dryander, efter 1918 von Dryander, född 18 april 1843, död 4 september 1922, var en tysk luthersk teolog, präst och politiker. Dryander var generalsuperintendent i provinsen Brandenburg 1890-1900, och vicepresident i det evangeliska Oberkirchenrat fram till 1918, samt överhovpredikant i Berlin. 
Dryander hade med sin förmedlande läggning stort inflytande på såväl kyrkostyrelsen som det kyrkliga livet i övrigt. Av betydelse för hans verksamhet blev även hans roll som kejsar Vilhelm II:s betrodde själasörjare. 
Dryander var även en betydande predikant. Av hans skrifter finns i svensk översättning Luther (1917) och Aposteln Paulus (1919). Hans Erinnerungen aus meinem Leben utkom 1922 (3:e upplagan 1923).